# Gioconda (Madrid)

L'opera originale di Leonardo da Vinci

Con Gioconda di Madrid ci si riferisce a un olio su tavola, esposto al Museo del Prado, che ricalca fedelmente il famoso quadro della Gioconda di Leonardo da Vinci esposto al Museo del Louvre a Parigi.
Esistono molte repliche o copie della Monna Lisa, ma questa, presente al Prado fin dalla sua inaugurazione e proveniente dalle Collezioni Reali, è la più antica che si conosca e soprattutto fu dipinta nello stesso periodo e nello stesso laboratorio dell'originale, probabilmente da un allievo di Leonardo. Di questa particolarità si è venuto a conoscenza solo a partire dal 2010, grazie a un'opera di restauro in occasione di una richiesta di prestito per un'esposizione temporanea al Louvre, detentore e proprietario dell'originale.
Il quadro venne sottoposto a esami tecnici che includevano riflettografia infrarossa, fluorescenza indotta con luce ultravioletta, radiografia e ispezione con lente binoculare. La riflettografia e l'esame della superficie della tavola con luce radente rivelarono la presenza di un paesaggio dietro al mezzobusto della donna, nascosto sotto una campitura di colore scuro. La riflettografia fu messa a confronto con quella che si era ottenuta nel 2004 col dipinto originale e si comprovò che il disegno sottostante era simile in entrambe le opere, compreso il fatto che le correzioni effettuate in una si ripetevano nell'altra.
Nonostante l'intervento di Leonardo nella realizzazione di quest'opera sia stato escluso, non è ancora stata chiarita completamente l'esecuzione in contemporanea dei due dipinti. Lo stato di conservazione della Gioconda di Madrid è migliore dell'originale; ciò permette di ottenere ulteriori informazioni su particolari come il panorama di fondo, l'abito, il velo e la sedia che vi compaiono.
Nella realizzazione del dipinto furono impiegati materiali di ottima qualità e l'esecuzione fu molto accurata. La tecnica è tuttavia diversa, propria di un artista che dipinse un disegno di qualità inferiore, una pennellata molto semplice, continua, lineare e compatta, senza  adottare lo sfumato caratteristico del Leonardo maturo. Inoltre nel ritratto di Lisa Gherardini a Madrid appaiono le sopracciglia, sia pur fini, che sono assenti nel quadro parigino (anche se probabilmente presenti in versioni precedenti del quadro originale).
Riguardo alla paternità l'autore è con ogni probabilità uno tra gli allievi migliori e più vicini a Leonardo, forse Francesco Melzi o il Salaì, o uno tra i discepoli spagnoli Fernando Yáñez de la Almedina e Fernando de los Llanos, pittori attivi nell'ambito valenciano e collaboratori vinciani.

## Storia
Le origini della Gioconda di Madrid sono direttamente legate con la gemella di Parigi, dato che furono dipinte nello stesso periodo. Il primo riferimento alla Monna Lisa spagnola risale all'opera d'inventario del Real Alcázar di Madrid avvenuto nel 1666 dopo la morte di Filippo IV di Spagna. Tuttavia si ignora quando divenne parte della Collezione Reale spagnola. Si ipotizza che possa essere stata portata in Spagna dallo scultore Pompeo Leoni, proprietario di preziosi disegni leonardeschi, ma questa idea non è suffragata da prove certe. Insieme a centinaia di altre opere era presente nel patrimonio del Prado fin dal 1819, anno della sua apertura al pubblico.
Dal 29 marzo 2012 l'opera è stata esposta temporaneamente al Louvre di fianco all'originale di Leonardo.
Attualmente è stata ricollocata al Museo del Prado nella sala 52B.

### Riscoperta del suo aspetto originale
In occasione della richiesta della direzione del Louvre per averla a disposizione in Francia per una mostra temporanea, il Prado decise di sottoporla nel 2010 ad un restauro che prevedeva l'eliminazione del colore scuro di sfondo.
Il risultato fu che si determinò che apparteneva alla scuola leonardesca, l'annuncio avvenne durante una conferenza alla National Gallery di Londra nel gennaio 2012.
I lavori di analisi e restauro della copia rivelarono sorprendenti similitudini con la Monna Lisa francese, che erano state fino a quel momento celate dallo strato nero che occultava il paesaggio sullo sfondo, costituito dalla campagna toscana.
La copertura dello sfondo risale al 1750, un'epoca in cui l'opera di Leonardo era già ampiamente considerata. Forse la ragione di questa azione va fatta risalire alla volontà di affiancare l'opera ad altre esposte dove era presente il fondo scuro, inoltre il paesaggio evidenziava alcune incompletezze. Una prova ai raggi X permise di stabilire che gli strati di pittura originali e il modo di comporre il quadro erano quasi identici al quadro originale, i cambi fatti nelle due opere procedevano di pari passo. Tale correlazione nelle modifiche renderebbe impossibile che la cosa possa essere avvenuta in un lavoro posteriore e nessun copista avrebbe potuto conoscere l'esatto processo creativo, salvo lavorando fianco a fianco con Leonardo Da Vinci.
L'opera di pulizia rese il soggetto più luminoso e brillante dell'originale, dato anche il suo stato di conservazione nettamente migliore. La donna appare più giovane che nella versione del Louvre (l'età della modella doveva essere di poco superiore ai vent'anni). Un'analoga opera di pulitura in Francia è da scartare per i rischi legati alla fragilità del disegno. Secondo gli esperti, ulteriori analisi dell'opera esposta al museo del Prado potrebbero permettere di svelare altri particolari connessi al capolavoro visibile al Louvre.

## Galleria d'immagini

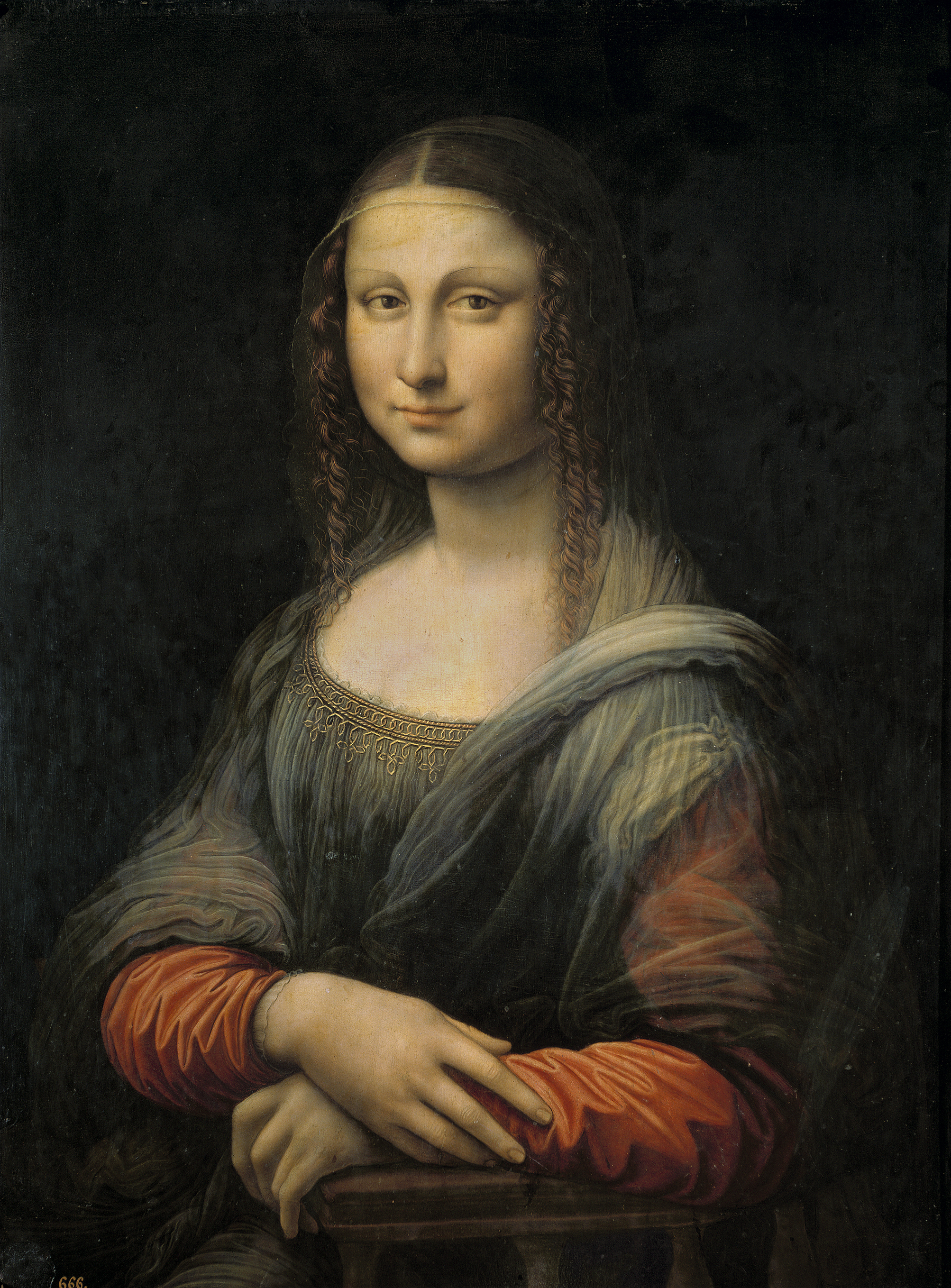
Immagine precedente al restauro
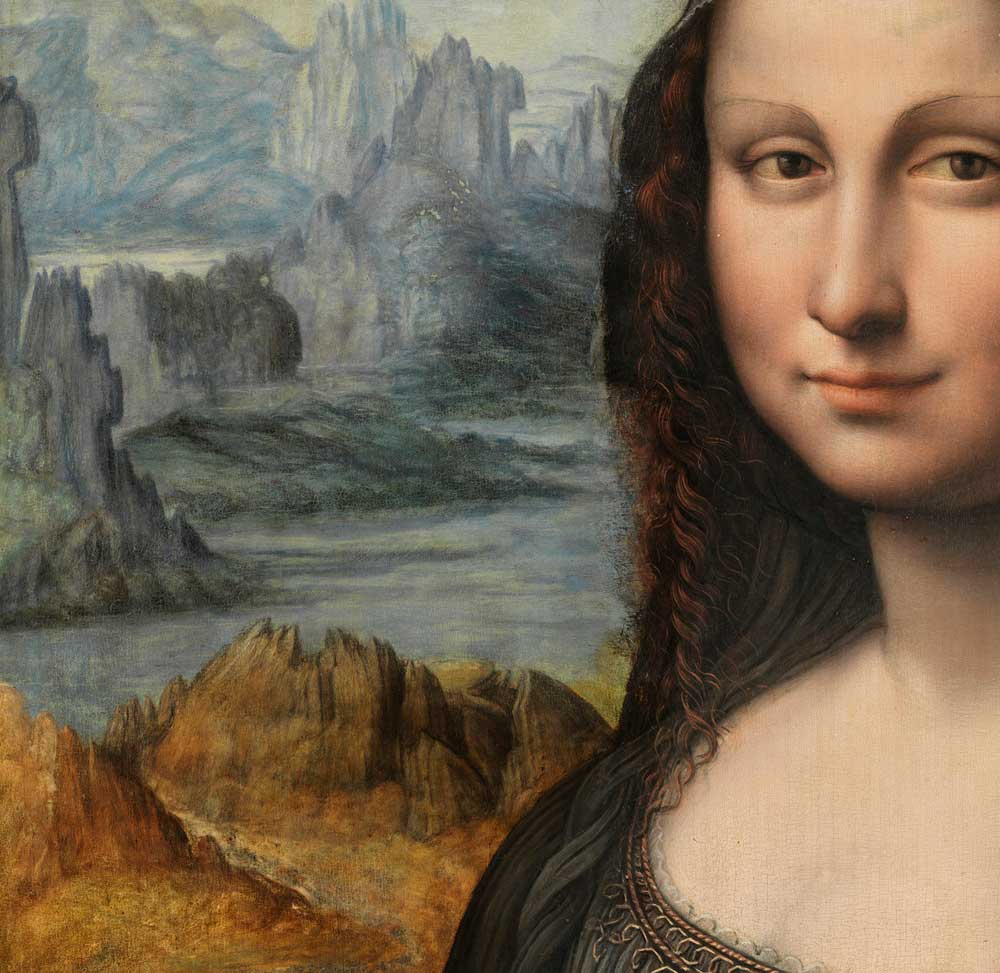
Dettaglio dopo il restauro
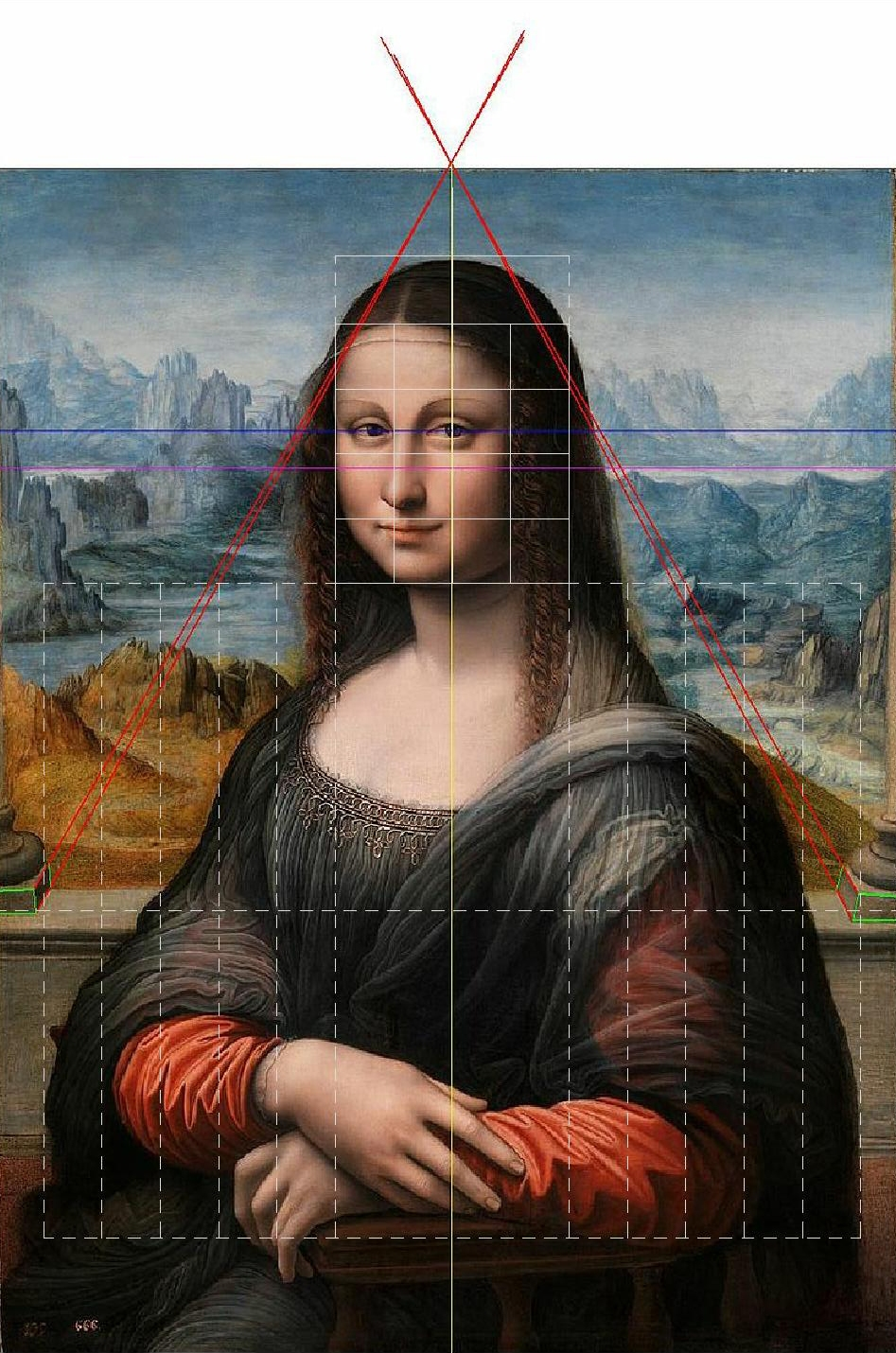
Prospettiva e proporzioni de l´opera del Prado
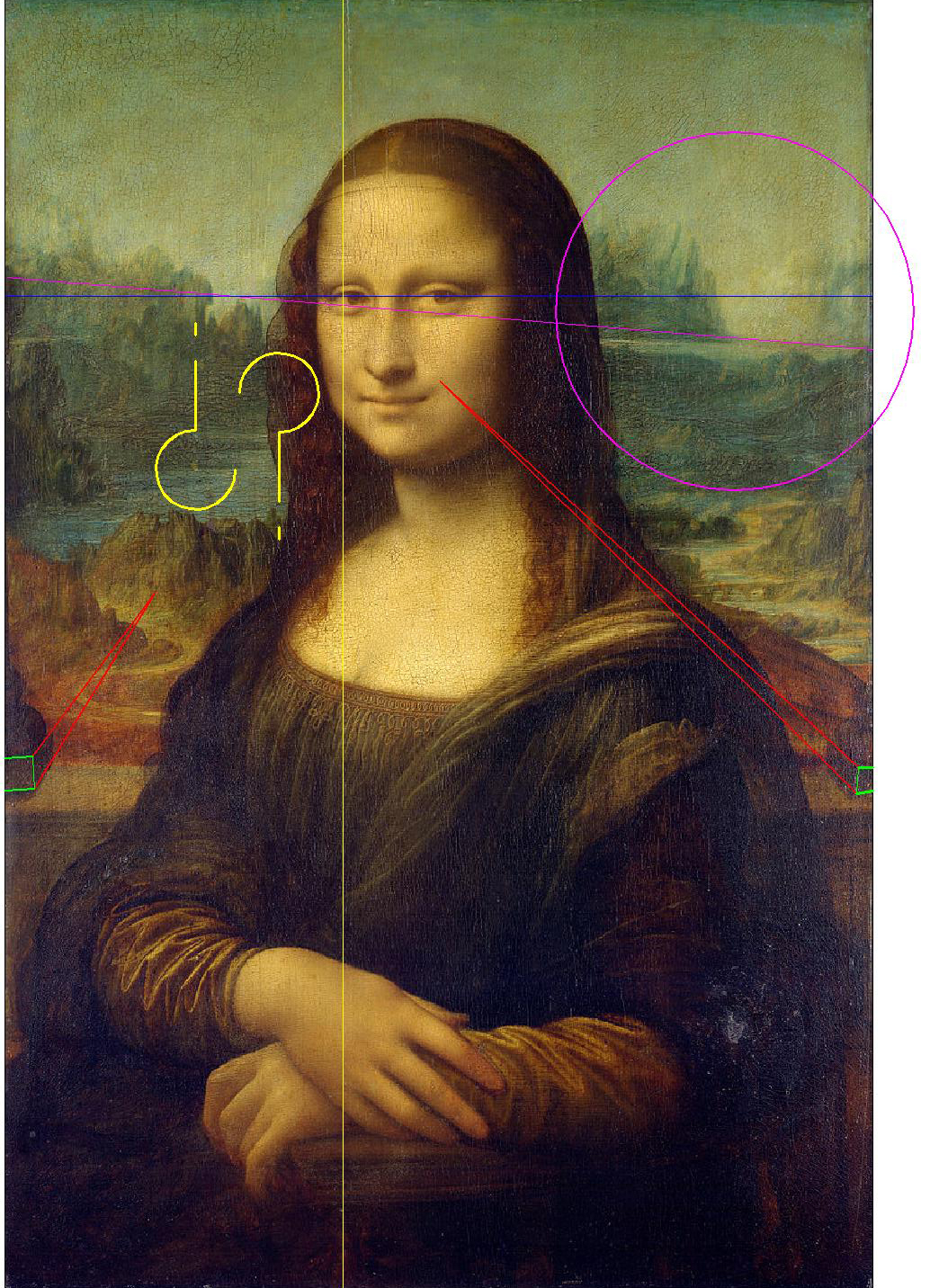
Prospettiva de l´opera del Louvre